# Condado de Ottawa (Kansas)
O Condado de Ottawa é um dos 105 condados do estado americano de Kansas. A sede do condado é Minneapolis, e sua maior cidade é Minneapolis. O condado possui uma área de 1 870 km² (dos quais 2 km² estão cobertos por água), uma população de 6 163 habitantes, e uma densidade populacional de 3 hab/km² (segundo o censo nacional de 2000). O condado foi fundado em 27 de fevereiro de 1860.